# Aldo Fascetti
Aldo Fascetti (Pisa, 22 ottobre 1901 – Pisa, 25 settembre 1960) è stato un avvocato e politico italiano.

## Biografia
Deputato alla Camera nella I e II legislatura dove subentrò come primo dei non eletti al nuovo presidente della Repubblica Giovanni Gronchi, Aldo Fascetti aderì politicamente al Partito popolare italiano. Fu Presidente del circolo pisano «Galileo Galilei» della Federazione universitaria cattolica italiana dal 1921 al 1923.
Nel 1943 fu tra i fondatori della Democrazia Cristiana pisana, e partecipò alla lotta partigiana. Dalla fine del regime fascista sino al 1948 fu presidente della Deputazione provinciale. Fu poi eletto deputato per il collegio di Pisa, Livorno, Lucca e Massa Carrara nella prima (1948-1953) e nella seconda (1953-1958) legislatura repubblicana. Aldo Fascetti ricoprì anche la carica di Presidente dell'IRI dal 1956 al 1960. Morì a Pisa il 25 settembre 1960.

## Archivio
La documentazione archivistica prodotta da Aldo Fascetti nel corso della propria carriera imprenditoriale è conservata in parte nei fondi Archivio generale  (numerazione rossa) e Archivio secondo (numerazione nera) dell'archivio dell'Istituto per la ricostruzione industriale (IRI) (estremi cronologici:1933-1954, con docc. dal 1922), ora presso l'Archivio Centrale dello Stato a Roma , e in parte nel fondo Larderello (estremi cronologici: 1818-1962) conservato presso l'Ente nazionale per l'energia elettrica - ENEL. Ex Compartimento di Firenze. Archivio storico Piero Ginori Conti.